# Bélgica en los Juegos Paralímpicos de Pekín 2008
Bélgica estuvo representada en los Juegos Paralímpicos de Pekín 2008 por un total de 21 deportistas, 20 hombres y una mujer.

## Medallistas
El equipo paralímpico belga obtuvo las siguientes medallas:
| Nombre    | Deporte           | Evento                               |
| --------- | ----------------- | ------------------------------------ |
| Oro       |                   |                                      |
| —         |                   |                                      |
| Plata     |                   |                                      |
| —         |                   |                                      |
| Bronce    |                   |                                      |
| Jan Boyen | Ciclismo en pista | Persecución individual LC2 masculino |